# Manlleu
Manlleu – gmina w Hiszpanii, w prowincji Barcelona, w Katalonii, o powierzchni 17,29 km². W 2011 roku gmina liczyła 20 416 mieszkańców.